# Contarinia bajankolica
Contarinia bajankolica är en tvåvingeart som beskrevs av Fedotova 1997. Contarinia bajankolica ingår i släktet Contarinia och familjen gallmyggor. Inga underarter finns listade i Catalogue of Life.